# Viniegra de Abajo
Viniegra de Abajo est une commune de la communauté autonome de La Rioja, en Espagne.

## Démographie
| 1900 | 1910 | 1920 | 1930 | 1940 | 1950 | 1960 | 1970 | 1981 |
| ---- | ---- | ---- | ---- | ---- | ---- | ---- | ---- | ---- |
| 400  | 505  | 501  | 417  | 328  | 309  | 266  | 184  | 113  |

| 1991 | 2001 | 2011 | - | - | - | - | - | - |
| ---- | ---- | ---- | - | - | - | - | - | - |
| 94   | 121  | 97   | - | - | - | - | - | - |

## Administration

### Conseil municipal
La ville de Zarratón comptait 78 habitants aux élections municipales du 26 mai 2019. Son conseil municipal (en espagnol : Pleno del Ayuntamiento) se compose donc de 3 élus.
| Parti | Parti                                    | Voix | %       | Élus  |
| ----- | ---------------------------------------- | ---- | ------- | ----- |
|       | Parti populaire (PP)                     | 29   | 46,77 % | 2 / 3 |
|       | Partido Riojano (PR+)                    | 17   | 27,42 % | 1 / 3 |
|       | Parti socialiste ouvrier espagnol (PSOE) | 20   | 32,26 % | 0 / 3 |

### Liste des maires
| Mandat    | Maire | Maire                           | Parti       |
| --------- | ----- | ------------------------------- | ----------- |
| 1979-1983 |       | Florián Salas Garachana         | UCD         |
| 1983-1987 |       | Pedro Ochoa Espiga              | AP          |
| 1987-1991 |       | Félix Santiago Miera Sainz      | Indépendant |
| 1991-1995 |       | Félix Santiago Miera Sainz      | PSOE        |
| 1995-1999 |       | Félix Santiago Miera Sainz      | PSOE        |
| 1999-2003 |       | Juan Carlos Jiménez de Miguel   | PP          |
| 2003-2007 |       | Jesús Mª García Palacios        | PSOE        |
| 2007-2011 |       | Pedro Ochoa Espiga              | PSOE        |
| 2011-2015 |       | Pedro Ochoa Espiga              | PP          |
| 2015-2019 |       | Juan Ignacio Martínez Fernández | PP          |
| 2019-2023 |       | Juan Ignacio Martínez Fernández | PP          |